# Европско првенство у кошарци 2017.
Европско првенство у кошарци 2017. (Еуробаскет 2017) је било 40. по реду европско кошаркашко првенство за мушкарце које је одржано од 31. августа до 17. септембра 2017. године. Одржало се у Финској, Израелу, Румунији и Турској.
После Еуробаскета 2017, Европска првенства ће се одржавати сваке 4 године као и Светска првенства у кошарци.

## Градови домаћини
| Први круг                       | Први круг                               | Први круг                        | Први круг                              | Други круг и завршница            |
| ------------------------------- | --------------------------------------- | -------------------------------- | -------------------------------------- | --------------------------------- |
| Хелсинки                        | Тел Авив                                | Клуж-Напока                      | Истанбул                               | Истанбул                          |
| Хартвал арена Капацитет: 14.000 | Менора Мивтахим арена Капацитет: 10.383 | Поливалент хала Капацитет: 7.308 | Спортска арена Улкер Капацитет: 13.000 | Синан Ердем Дом Капацитет: 16.000 |
|                                 |                                         |                                  |                                        |                                   |

## Систем такмичења
Укупно 24 квалификоване репрезентације ће бити подељене у 4 групе по 6 репрезентација, где ће прве 4 репрезентације из сваке групе бити квалификовани у други круг (завршницу).

## Учесници
| Такмичење                                                                              | Датум                  | Број тимова | Квалификовани |
| -------------------------------------------------------------------------------------- | ---------------------- | ----------- | --- |
| Земља домаћин                                                                          | 11. децембар 2015.     | 4           | Финска · Израел · Румунија · Турска                                                                                     |
| Репрезентације квалификоване учешћем на Европском првенству 2015. (првих 9 пласираних) | 20. септембар 2015.    | 9           | Шпанија · Литванија · Француска · Србија · Грчка · Италија · Чешка · Летонија · Хрватска                                |
| Репрезентације квалификоване преко квалификација                                       | 10-17. септембар 2016. | 11          | Белгија · Велика Британија · Грузија · Исланд · Мађарска · Немачка · Пољска · Русија · Словенија · Украјина · Црна Гора |

## Први круг
- Сва времена су по средњоевропском времену.

| Група А                                                  | Група Б                                                     | Група Ц                                                      | Група Д                                                          |
| -------------------------------------------------------- | ----------------------------------------------------------- | ------------------------------------------------------------ | ---------------------------------------------------------------- |
| Пољска · Грчка · Француска · Финска · Исланд · Словенија | Украјина · Израел · Литванија · Грузија · Италија · Немачка | Хрватска · Чешка · Шпанија · Црна Гора · Румунија · Мађарска | Велика Британија · Русија · Србија · Летонија · Турска · Белгија |

### Група А (Хелсинки,Финска)
| Табела групе А | ОУ | П | ПО | КД  | КП  | КР   | Бод |
| -------------- | -- | - | -- | --- | --- | ---- | --- |
| Словенија      | 5  | 5 | 0  | 446 | 384 | +62  | 10  |
| Финска         | 5  | 4 | 1  | 426 | 408 | +18  | 9   |
| Француска      | 5  | 3 | 2  | 450 | 422 | +28  | 8   |
| Грчка          | 5  | 2 | 3  | 421 | 400 | +21  | 7   |
| Пољска         | 5  | 1 | 4  | 411 | 414 | -3   | 6   |
| Исланд         | 5  | 0 | 5  | 355 | 481 | -126 | 5   |

| 31. август 2017. 12:45 | Извештај | Словенија                                                  | 90 : 81 | Пољска                         | Хартвал арена, Хелсинки Гледаоци: 835 Судије: Кристијано Маранхо, Апостолоф Калпакас, Арнис Озолс |  |
| 31. август 2017. 12:45 | Извештај | Четвртине: 24:22, 29:24, 21:12, 16:23                      |         |                                | Хартвал арена, Хелсинки Гледаоци: 835 Судије: Кристијано Маранхо, Апостолоф Калпакас, Арнис Озолс |  |
| 31. август 2017. 12:45 | Извештај | Поени: Драгић 30 Скокови: Рандолф 10 Асистенције: Дончић 8 |         | Поњитка 22 Поњитка 12 Слотер 6 | Хартвал арена, Хелсинки Гледаоци: 835 Судије: Кристијано Маранхо, Апостолоф Калпакас, Арнис Озолс |  |

| 31. август 2017. 15:30 | Извештај | Исланд                                                                       | 61 : 90 | Грчка                         | Хартвал арена, Хелсинки Гледаоци: 1.911 Судије: Александар Глишић, Такаки Като, Петар Обрадовић |  |
| 31. август 2017. 15:30 | Извештај | Четвртине: 10:26, 23:11, 12:24, 16:29                                        |         |                               | Хартвал арена, Хелсинки Гледаоци: 1.911 Судије: Александар Глишић, Такаки Като, Петар Обрадовић |  |
| 31. август 2017. 15:30 | Извештај | Поени: Палсон 21 Скокови: Ермолинкскиј, Палсон 4 Асистенције: Ермолинкскиј 5 |         | Папас 20 Бурусис 10 Бурусис 4 | Хартвал арена, Хелсинки Гледаоци: 1.911 Судије: Александар Глишић, Такаки Като, Петар Обрадовић |  |

| 31. август 2017. 19:00 | Извештај | Француска                                                  | 84 : 86 | Финска                           | Хартвал арена, Хелсинки Гледаоци: 12.167 Судије: Антонио Конде, Зафер Јилмаз}, Мартинш Козловскис |  |
| 31. август 2017. 19:00 | Извештај | Четвртине: 15:23, 18:9, 20:17, 19:23, 12:14                |         |                                  | Хартвал арена, Хелсинки Гледаоци: 12.167 Судије: Антонио Конде, Зафер Јилмаз}, Мартинш Козловскис |  |
| 31. август 2017. 19:00 | Извештај | Поени: Фурније 25 Скокови: Дијао 9 Асистенције: 3 играча 3 |         | Марканен 22 Марканен 7 Копонен 8 | Хартвал арена, Хелсинки Гледаоци: 12.167 Судије: Антонио Конде, Зафер Јилмаз}, Мартинш Козловскис |  |

| 2. септембар 2017. 12:45 | Извештај | Пољска                                                        | 91 : 61 | Исланд                              | Хартвал арена, Хелсинки Гледаоци: 3.618 Судије: Петар Обрадовић, Алексеј Давидов, Мартинш Козловскис |  |
| 2. септембар 2017. 12:45 | Извештај | Четвртине: 16:14, 25:15, 19:8, 31:24                          |         |                                     | Хартвал арена, Хелсинки Гледаоци: 3.618 Судије: Петар Обрадовић, Алексеј Давидов, Мартинш Козловскис |  |
| 2. септембар 2017. 12:45 | Извештај | Поени: Вачињски 15 Скокови: Поњитка 10 Асистенције: Кошарек 5 |         | Вилхјалмсон 16 Берингсон 7 Палсон 4 | Хартвал арена, Хелсинки Гледаоци: 3.618 Судије: Петар Обрадовић, Алексеј Давидов, Мартинш Козловскис |  |

| 2. септембар 2017. 15:30 | Извештај | Грчка                                                            | 87 : 95 | Француска                               | Хартвал арена, Хелсинки Гледаоци: 5.013 Судије: Кристијано Маранхо, Антонио Конде, Такаки Като |  |
| 2. септембар 2017. 15:30 | Извештај | Четвртине: 15:27, 21:28, 21:20, 30:20                            |         |                                         | Хартвал арена, Хелсинки Гледаоци: 5.013 Судије: Кристијано Маранхо, Антонио Конде, Такаки Като |  |
| 2. септембар 2017. 15:30 | Извештај | Поени: Принтезис 22 Скокови: Андетокумбо 6 Асистенције: Слукас 7 |         | Фурније, Ловерњ 21 Ловерњ 11 3 играча 4 | Хартвал арена, Хелсинки Гледаоци: 5.013 Судије: Кристијано Маранхо, Антонио Конде, Такаки Като |  |

| 2. септембар 2017. 19:00 | Извештај | Финска                                                   | 78 : 81 | Словенија                   | Хартвал арена, Хелсинки Гледаоци: 11.963 Судије: Александар Глишић, Апостолос Калпакас, Јенер Јилмаз |  |
| 2. септембар 2017. 19:00 | Извештај | Четвртине: 22:22, 20:30, 21:13, 15:16                    |         |                             | Хартвал арена, Хелсинки Гледаоци: 11.963 Судије: Александар Глишић, Апостолос Калпакас, Јенер Јилмаз |  |
| 2. септембар 2017. 19:00 | Извештај | Поени: Марканен 24 Скокови: Хаф 8 Асистенције: Копонен 9 |         | Драгић 29 Дончић 8 Видмар 6 | Хартвал арена, Хелсинки Гледаоци: 11.963 Судије: Александар Глишић, Апостолос Калпакас, Јенер Јилмаз |  |

| 3. септембар 2017. 12:45 | Извештај | Француска                                                          | 115 : 79 | Исланд                                                | Хартвал арена, Хелсинки Гледаоци: 3.396 Судије: Такаки Като, Апостолос Калпакас, Арнис Озолс |  |
| 3. септембар 2017. 12:45 | Извештај | Четвртине: 29:25, 20:17, 37:14, 29:23                              |          |                                                       | Хартвал арена, Хелсинки Гледаоци: 3.396 Судије: Такаки Като, Апостолос Калпакас, Арнис Озолс |  |
| 3. септембар 2017. 12:45 | Извештај | Поени: Де Коло 16 Скокови: Ертел 7 Асистенције: Вестерман, Ертел 6 |          | Стефансон 23 Акокс, Стефансон 7 Вилхјалмсон, Палсон 6 | Хартвал арена, Хелсинки Гледаоци: 3.396 Судије: Такаки Като, Апостолос Калпакас, Арнис Озолс |  |

| 3. септембар 2017. 15:30 | Извештај | Словенија                                                | 78 : 72 | Грчка                          | Хартвал арена, Хелсинки Гледаоци: 4.099 Судије: Кристијано Марањо, Антонио Конде, Мартинш Козловскис |  |
| 3. септембар 2017. 15:30 | Извештај | Четвртине: 23:13, 12:17, 17:28, 26:14                    |         |                                | Хартвал арена, Хелсинки Гледаоци: 4.099 Судије: Кристијано Марањо, Антонио Конде, Мартинш Козловскис |  |
| 3. септембар 2017. 15:30 | Извештај | Поени: Дончић 22 Скокови: Видмар 8 Асистенције: Драгић 4 |         | Слукас 18 Принтезис 8 Слукас 6 | Хартвал арена, Хелсинки Гледаоци: 4.099 Судије: Кристијано Марањо, Антонио Конде, Мартинш Козловскис |  |

| 3. септембар 2017. 19:00 | Извештај | Финска                                                        | 90 : 87 | Пољска                                 | Хартвал арена, Хелсинки Гледаоци: 11.360 Судије: Александар Глишић, Алексеј Давидов, Петар Обрадовић |  |
| 3. септембар 2017. 19:00 | Извештај | Четвртине: 18:8, 18:24, 16:20, 14:14, 24:21                   |         |                                        | Хартвал арена, Хелсинки Гледаоци: 11.360 Судије: Александар Глишић, Алексеј Давидов, Петар Обрадовић |  |
| 3. септембар 2017. 19:00 | Извештај | Поени: Марканен 27 Скокови: Марканен 9 Асистенције: Копонен 7 |         | Вачињски, Слотер 18 Кулиг 7 4 играча 4 | Хартвал арена, Хелсинки Гледаоци: 11.360 Судије: Александар Глишић, Алексеј Давидов, Петар Обрадовић |  |

| 5. септембар 2017. 12:45 | Извештај | Исланд                                                              | 75 : 102 | Словенија                   | Хартвал арена, Хелсинки Гледаоци: 1.531 Судије: Александар Глишић, Апостолос Калпакас, Зафер Јилмаз |  |
| 5. септембар 2017. 12:45 | Извештај | Четвртине: 25:23, 18:37, 16:21, 16:21                               |          |                             | Хартвал арена, Хелсинки Гледаоци: 1.531 Судије: Александар Глишић, Апостолос Калпакас, Зафер Јилмаз |  |
| 5. септембар 2017. 12:45 | Извештај | Поени: Хермансон 18 Скокови: Ермолинскиј 6 Асистенције: Хермансон 4 |          | Драгић 21 Дончић 7 Видмар 6 | Хартвал арена, Хелсинки Гледаоци: 1.531 Судије: Александар Глишић, Апостолос Калпакас, Зафер Јилмаз |  |

| 5. септембар 2017. 15:30 | Извештај | Пољска                                                               | 75 : 78 | Француска                  | Хартвал арена, Хелсинки Гледаоци: 1.868 Судије: Антонио Конде, Алексеј Давидов, Арнис Озолс |  |
| 5. септембар 2017. 15:30 | Извештај | Четвртине: 20:13, 14:13, 18:25, 23:27                                |         |                            | Хартвал арена, Хелсинки Гледаоци: 1.868 Судије: Антонио Конде, Алексеј Давидов, Арнис Озолс |  |
| 5. септембар 2017. 15:30 | Извештај | Поени: Вачињски 15 Скокови: Кулиг 8 Асистенције: Вачињски, Кошарек 4 |         | Ертел 23 Ловерњ 11 Ертел 6 | Хартвал арена, Хелсинки Гледаоци: 1.868 Судије: Антонио Конде, Алексеј Давидов, Арнис Озолс |  |

| 5. септембар 2017. 19:00 | Извештај | Грчка                                                             | 77 : 89 | Финска                          | Хартвал арена, Хелсинки Гледаоци: 12.327 Судије: Такаки Като, Мартинс Козловскис, Петар Обрадовић |  |
| 5. септембар 2017. 19:00 | Извештај | Четвртине: 14:23, 19:22, 19:22, 25:22                             |         |                                 | Хартвал арена, Хелсинки Гледаоци: 12.327 Судије: Такаки Като, Мартинс Козловскис, Петар Обрадовић |  |
| 5. септембар 2017. 19:00 | Извештај | Поени: Андетокумбо 17 Скокови: Аграванис 6 Асистенције: Калатес 5 |         | Копонен 24 Марканен 6 Копонен 6 | Хартвал арена, Хелсинки Гледаоци: 12.327 Судије: Такаки Като, Мартинс Козловскис, Петар Обрадовић |  |

| 6. септембар 2017. 12:45 | Извештај | Словенија                                                | 95 : 78 | Француска                     | Хартвал арена, Хелсинки Гледаоци: 3.166 Судије: Антонио Конде, Такаки Като, Мартинс Козловскис |  |
| 6. септембар 2017. 12:45 | Извештај | Четвртине: 28:22, 24:13, 25:16, 18:27                    |         |                               | Хартвал арена, Хелсинки Гледаоци: 3.166 Судије: Антонио Конде, Такаки Като, Мартинс Козловскис |  |
| 6. септембар 2017. 12:45 | Извештај | Поени: Драгић 22 Скокови: Дончић 9 Асистенције: Драгић 8 |         | Де Коло 16 3 играча 5 Ертел 5 | Хартвал арена, Хелсинки Гледаоци: 3.166 Судије: Антонио Конде, Такаки Като, Мартинс Козловскис |  |

| 6. септембар 2017. 15:30 | Извештај | Грчка                                                         | 95 : 77 | Пољска                     | Хартвал арена, Хелсинки Гледаоци: 3.666 Судије: Кристијано Марањо, Александар Глишић, Петар Обрадовић |  |
| 6. септембар 2017. 15:30 | Извештај | Четвртине: 23:29, 26:14, 21:24, 25:10                         |         |                            | Хартвал арена, Хелсинки Гледаоци: 3.666 Судије: Кристијано Марањо, Александар Глишић, Петар Обрадовић |  |
| 6. септембар 2017. 15:30 | Извештај | Поени: Слукас 26 Скокови: Папајанис 8 Асистенције: Калатес 10 |         | Кулиг 26 Кулиг 7 Кошарек 9 | Хартвал арена, Хелсинки Гледаоци: 3.666 Судије: Кристијано Марањо, Александар Глишић, Петар Обрадовић |  |

| 6. септембар 2017. 15:30 | Извештај | Финска                                                  | 83 : 79 | Исланд                                            | Хартвал арена, Хелсинки Гледаоци: 12.037 Судије: Зафер Јилмаз}, Алексеј Давидов, Апостолос Калпакас |  |
| 6. септембар 2017. 15:30 | Извештај | Четвртине: 24:18, 18:22, 10:19, 31:20                   |         |                                                   | Хартвал арена, Хелсинки Гледаоци: 12.037 Судије: Зафер Јилмаз}, Алексеј Давидов, Апостолос Калпакас |  |
| 6. септембар 2017. 15:30 | Извештај | Поени: Марканен 23 Скокови: Ли 8 Асистенције: Копонен 6 |         | Стефансон 13 Хермансон, Ермолинскиј 5 Бергинсон 6 | Хартвал арена, Хелсинки Гледаоци: 12.037 Судије: Зафер Јилмаз}, Алексеј Давидов, Апостолос Калпакас |  |

### Група Б (Тел Авив,Израел)
| Табела групе Б | ОУ | П | ПО | КД  | КП  | КР  | Бод |
| -------------- | -- | - | -- | --- | --- | --- | --- |
| Литванија      | 5  | 4 | 1  | 426 | 359 | +67 | 9   |
| Немачка        | 5  | 3 | 2  | 355 | 346 | +9  | 8   |
| Италија        | 5  | 3 | 2  | 346 | 322 | +24 | 8   |
| Украјина       | 5  | 2 | 3  | 367 | 392 | -25 | 7   |
| Грузија        | 5  | 2 | 3  | 415 | 393 | +22 | 7   |
| Израел         | 5  | 1 | 4  | 358 | 429 | -71 | 6   |

| 31. август 2017. 14:45 | Извештај | Немачка                                                | 75 : 63 | Украјина                                | Нокија арена, Тел Авив Гледаоци: 1.363 Судије: Адемир Зураповић, Саша Маричић, Вентсислав Великов |  |
| 31. август 2017. 14:45 | Извештај | Четвртине: 9:16, 30:17, 19:14, 17:16                   |         |                                         | Нокија арена, Тел Авив Гледаоци: 1.363 Судије: Адемир Зураповић, Саша Маричић, Вентсислав Великов |  |
| 31. август 2017. 14:45 | Извештај | Поени: Шредер 32 Скокови: Тајс 9 Асистенције: Шредер 8 |         | Мишула 12 Липовиј, Пустовиј 6 Липовиј 7 | Нокија арена, Тел Авив Гледаоци: 1.363 Судије: Адемир Зураповић, Саша Маричић, Вентсислав Великов |  |

| 31. август 2017. 17:30 | Извештај | Литванија                                                             | 77 : 79 | Грузија                           | Нокија арена, Тел Авив Гледаоци: 2.088 Судије: Леандро Лескано, Маријус Цијулин, Јенер Јилмаз |  |
| 31. август 2017. 17:30 | Извештај | Четвртине: 18:18, 21:16, 18:25, 20:20                                 |         |                                   | Нокија арена, Тел Авив Гледаоци: 2.088 Судије: Леандро Лескано, Маријус Цијулин, Јенер Јилмаз |  |
| 31. август 2017. 17:30 | Извештај | Поени: Кузминскас 18 Скокови: Валанчјунас 9 Асистенције: Калнијетис 4 |         | Шенгелија 29 Пачулија 10 Диксон 7 | Нокија арена, Тел Авив Гледаоци: 2.088 Судије: Леандро Лескано, Маријус Цијулин, Јенер Јилмаз |  |

| 31. август 2017. 20:30 | Извештај | Италија                                                  | 69 : 48 | Израел                    | Нокија арена, Тел Авив Гледаоци: 9.347 Судије: Висенте Булто, Хорхе Васкез, Гентијан Цици |  |
| 31. август 2017. 20:30 | Извештај | Четвртине: 21:15, 15:17, 15:9, 18:7                      |         |                           | Нокија арена, Тел Авив Гледаоци: 9.347 Судије: Висенте Булто, Хорхе Васкез, Гентијан Цици |  |
| 31. август 2017. 20:30 | Извештај | Поени: Белинели 18 Скокови: Мели 10 Асистенције: Хакет 5 |         | Каспи 18 Каспи 9 Охајон 4 | Нокија арена, Тел Авив Гледаоци: 9.347 Судије: Висенте Булто, Хорхе Васкез, Гентијан Цици |  |

| 2. септембар 2017. 14:45 | Извештај | Грузија                                                      | 57 : 67 | Немачка                 | Нокија арена, Тел Авив Гледаоци: 2.285 Судије: Висенте Булто, Гентијан Цици, Саша Маричић |  |
| 2. септембар 2017. 14:45 | Извештај | Четвртине: 19:19, 17:22, 16:14, 5:12                         |         |                         | Нокија арена, Тел Авив Гледаоци: 2.285 Судије: Висенте Булто, Гентијан Цици, Саша Маричић |  |
| 2. септембар 2017. 14:45 | Извештај | Поени: Пачулија 14 Скокови: Пачулија 8 Асистенције: Диксон 5 |         | Шредер 23 Бартел 7 Ло 3 | Нокија арена, Тел Авив Гледаоци: 2.285 Судије: Висенте Булто, Гентијан Цици, Саша Маричић |  |

| 2. септембар 2017. 17:30 | Извештај | Украјина                                                    | 66 : 78 | Италија                     | Нокија арена, Тел Авив Гледаоци: 1.666 Судије: Хорхе Васкез, Маријус Цијулин, Зафер Јилмаз |  |
| 2. септембар 2017. 17:30 | Извештај | Четвртине: 19:16, 14:27, 15:16, 18:19                       |         |                             | Нокија арена, Тел Авив Гледаоци: 1.666 Судије: Хорхе Васкез, Маријус Цијулин, Зафер Јилмаз |  |
| 2. септембар 2017. 17:30 | Извештај | Поени: Пустовји 21 Скокови: Зајцев 8 Асистенције: Лукашов 6 |         | Белинели 26 Хакет 6 Хакет 6 | Нокија арена, Тел Авив Гледаоци: 1.666 Судије: Хорхе Васкез, Маријус Цијулин, Зафер Јилмаз |  |

| 2. септембар 2017. 20:30 | Извештај | Израел                                                | 73 : 88 | Литванија                                          | Нокија арена, Тел Авив Гледаоци: 9.926 Судије: Леандро Лескано, Радомир Војиновић, Адемир Зураповић |  |
| 2. септембар 2017. 20:30 | Извештај | Четвртине: 23:19, 14:19, 14:33, 22:17                 |         |                                                    | Нокија арена, Тел Авив Гледаоци: 9.926 Судије: Леандро Лескано, Радомир Војиновић, Адемир Зураповић |  |
| 2. септембар 2017. 20:30 | Извештај | Поени: Хауел 20 Скокови: Каспи 5 Асистенције: Мекел 4 |         | Улановас 18 Валанчијунас, Мачијулис 10 Мачијулис 5 | Нокија арена, Тел Авив Гледаоци: 9.926 Судије: Леандро Лескано, Радомир Војиновић, Адемир Зураповић |  |

| 3. септембар 2017. 14:45 | Извештај | Грузија                                                                     | 81 : 88 | Украјина                          | Нокија арена, Тел Авив Гледаоци: 1.167 Судије: Леандро Лескано, Саша Маричић, Радомир Војиновић |  |
| 3. септембар 2017. 14:45 | Извештај | Четвртине: 20:21, 18:30, 25:16, 18:21                                       |         |                                   | Нокија арена, Тел Авив Гледаоци: 1.167 Судије: Леандро Лескано, Саша Маричић, Радомир Војиновић |  |
| 3. септембар 2017. 14:45 | Извештај | Поени: Пачулија, Шермадини 17 Скокови: Шенгелија 6 Асистенције: Шенгелија 7 |         | Пустовји 19 Пустовји 8 Лукашов 12 | Нокија арена, Тел Авив Гледаоци: 1.167 Судије: Леандро Лескано, Саша Маричић, Радомир Војиновић |  |

| 3. септембар 2017. 17:30 | Извештај | Литванија                                                               | 78 : 73 | Италија                      | Нокија арена, Тел Авив Гледаоци: 2.680 Судије: Висенте Булто, Гентијан Цици, Адемир Зураповић |  |
| 3. септембар 2017. 17:30 | Извештај | Четвртине: 23:23, 18:9, 16:17, 21:24                                    |         |                              | Нокија арена, Тел Авив Гледаоци: 2.680 Судије: Висенте Булто, Гентијан Цици, Адемир Зураповић |  |
| 3. септембар 2017. 17:30 | Извештај | Поени: Јушкевичијус 20 Скокови: Валанчјунас 8 Асистенције: Калнијетис 8 |         | Датоме 24 4 играча 3 Филој 6 | Нокија арена, Тел Авив Гледаоци: 2.680 Судије: Висенте Булто, Гентијан Цици, Адемир Зураповић |  |

| 3. септембар 2017. 20:30 | Извештај | Немачка                                                 | 80 : 82 | Израел                    | Нокија арена, Тел Авив Гледаоци: 8.843 Судије: Хорхе Васкез, Вентсислав Великов, Јенер Јилмаз |  |
| 3. септембар 2017. 20:30 | Извештај | Четвртине: 18:23, 25:20, 26:14, 11:25                   |         |                           | Нокија арена, Тел Авив Гледаоци: 8.843 Судије: Хорхе Васкез, Вентсислав Великов, Јенер Јилмаз |  |
| 3. септембар 2017. 20:30 | Извештај | Поени: Шредер 20 Скокови: Тајс 15 Асистенције: Шредер 7 |         | Хауел 23 Кузин 11 Мекел 4 | Нокија арена, Тел Авив Гледаоци: 8.843 Судије: Хорхе Васкез, Вентсислав Великов, Јенер Јилмаз |  |

| 5. септембар 2017. 14:45 | Извештај | Украјина                                                                | 62 : 94 | Литванија                                   | Нокија арена, Тел Авив Гледаоци: 1.331 Судије: Леандро Лескано, Маријус Цијулин, Вентсислав Великов |  |
| 5. септембар 2017. 14:45 | Извештај | Четвртине: 10:27, 20:17, 17:28, 15:22                                   |         |                                             | Нокија арена, Тел Авив Гледаоци: 1.331 Судије: Леандро Лескано, Маријус Цијулин, Вентсислав Великов |  |
| 5. септембар 2017. 14:45 | Извештај | Поени: Пустовји 29 Скокови: Корнијенко 9 Асистенције: Бобров, Липовиј 5 |         | Валанчјунас 22 Валанчјунас 15 Калнијетис 11 | Нокија арена, Тел Авив Гледаоци: 1.331 Судије: Леандро Лескано, Маријус Цијулин, Вентсислав Великов |  |

| 5. септембар 2017. 17:30 | Извештај | Италија                                                         | 55 : 61 | Немачка                       | Нокија арена, Тел Авив Гледаоци: 2.250 Судије: Висенте Булто, Гентијан Цици, Саша Маричић |  |
| 5. септембар 2017. 17:30 | Извештај | Четвртине: 17:16, 12:13, 9:14, 17:18                            |         |                               | Нокија арена, Тел Авив Гледаоци: 2.250 Судије: Висенте Булто, Гентијан Цици, Саша Маричић |  |
| 5. септембар 2017. 17:30 | Извештај | Поени: Филој 15 Скокови: Датоме 7 Асистенције: Белинели, Мели 2 |         | Шредер 17 Фојтман 7 Фојтман 5 | Нокија арена, Тел Авив Гледаоци: 2.250 Судије: Висенте Булто, Гентијан Цици, Саша Маричић |  |

| 5. септембар 2017. 20:30 | Извештај | Израел                                                  | 91 : 104 | Грузија                            | Нокија арена, Тел Авив Гледаоци: 9.046 Судије: Адемир Зураповић, Радомир Војиновић, Јенер Јилмаз |  |
| 5. септембар 2017. 20:30 | Извештај | Четвртине: 22:21, 27:26, 21:20, 19:22, 2:15             |          |                                    | Нокија арена, Тел Авив Гледаоци: 9.046 Судије: Адемир Зураповић, Радомир Војиновић, Јенер Јилмаз |  |
| 5. септембар 2017. 20:30 | Извештај | Поени: Мекел 23 Скокови: Каспи 6 Асистенције: Елијаху 6 |          | Шенгелија 25 Шенгелија 19 Диксон 8 | Нокија арена, Тел Авив Гледаоци: 9.046 Судије: Адемир Зураповић, Радомир Војиновић, Јенер Јилмаз |  |

| 6. септембар 2017. 14:45 | Извештај | Немачка                                              | 72 : 89 | Литванија                                  | Нокија арена, Тел Авив Гледаоци: 1.680 Судије: Висенте Булто, Гентијан Цици, Адемир Зураповић |  |
| 6. септембар 2017. 14:45 | Извештај | Четвртине: 19:23, 24:24, 17:25, 12:17                |         |                                            | Нокија арена, Тел Авив Гледаоци: 1.680 Судије: Висенте Булто, Гентијан Цици, Адемир Зураповић |  |
| 6. септембар 2017. 14:45 | Извештај | Поени: Шредер 26 Скокови: Тада 8 Асистенције: Тада 6 |         | Валанчјунас 27 Валанчјунас 15 Калнијетис 9 | Нокија арена, Тел Авив Гледаоци: 1.680 Судије: Висенте Булто, Гентијан Цици, Адемир Зураповић |  |

| 6. септембар 2017. 17:30 | Извештај | Грузија                                                       | 69 : 71 | Италија                                      | Нокија арена, Тел Авив Гледаоци: 1.746 Судије: Хорхе Васкез, Саша Маричић, Радомир Војиновић |  |
| 6. септембар 2017. 17:30 | Извештај | Четвртине: 10:27, 20:11, 17:20, 22:13                         |         |                                              | Нокија арена, Тел Авив Гледаоци: 1.746 Судије: Хорхе Васкез, Саша Маричић, Радомир Војиновић |  |
| 6. септембар 2017. 17:30 | Извештај | Поени: Диксон 29 Скокови: Пачулија 12 Асистенције: 3 играча 2 |         | Белинели 15 Арадори, Кузин 7 Датоме, Филој 4 | Нокија арена, Тел Авив Гледаоци: 1.746 Судије: Хорхе Васкез, Саша Маричић, Радомир Војиновић |  |

| 6. септембар 2017. 19:45 | Извештај | Израел                                                      | 64 : 88 | Украјина                                 | Нокија арена, Тел Авив Гледаоци: 5.036 Судије: Леандро Лескано, Маријус Цијулин, Јенер Јилмаз |  |
| 6. септембар 2017. 19:45 | Извештај | Четвртине: 16:19, 12:27, 11:25, 25:17                       |         |                                          | Нокија арена, Тел Авив Гледаоци: 5.036 Судије: Леандро Лескано, Маријус Цијулин, Јенер Јилмаз |  |
| 6. септембар 2017. 19:45 | Извештај | Поени: Елијаху 12 Скокови: Елијаху 5 Асистенције: Елијаху 6 |         | Кравцов 17 Кравцов, Пустовји 7 Лукашов 7 | Нокија арена, Тел Авив Гледаоци: 5.036 Судије: Леандро Лескано, Маријус Цијулин, Јенер Јилмаз |  |

### Група Ц (Клуж-Напока,Румунија)
| Табела групе Ц | ОУ | П | ПО | КД  | КП  | КР   | Бод |
| -------------- | -- | - | -- | --- | --- | ---- | --- |
| Шпанија        | 5  | 5 | 0  | 449 | 303 | +146 | 10  |
| Хрватска       | 5  | 4 | 1  | 397 | 336 | +61  | 9   |
| Црна Гора      | 5  | 3 | 2  | 378 | 367 | +11  | 8   |
| Мађарска       | 5  | 2 | 3  | 335 | 370 | -35  | 7   |
| Чешка          | 5  | 1 | 4  | 356 | 441 | -85  | 6   |
| Румунија       | 5  | 0 | 5  | 316 | 414 | -98  | 5   |

| 1. септембар 2017. 14:00 | Извештај | Мађарска                                                      | 58 : 67 | Хрватска                          | Поливалент хала, Клуж-Напока Гледаоци: 1.580 Судије: Панајотис Анастопулос, Николас Маестре, Маркос Мајклидис |  |
| 1. септембар 2017. 14:00 | Извештај | Четвртине: 20:20, 16:19, 17:13, 5:15                          |         |                                   | Поливалент хала, Клуж-Напока Гледаоци: 1.580 Судије: Панајотис Анастопулос, Николас Маестре, Маркос Мајклидис |  |
| 1. септембар 2017. 14:00 | Извештај | Поени: Перл 12 Скокови: Келер, Војвода 6 Асистенције: Ханга 4 |         | Богдановић 23 Богдановић 7 Укић 4 | Поливалент хала, Клуж-Напока Гледаоци: 1.580 Судије: Панајотис Анастопулос, Николас Маестре, Маркос Мајклидис |  |

| 1. септембар 2017. 16:45 | Извештај | Шпанија                                                             | 99 : 60 | Црна Гора                               | Поливалент хала, Клуж-Напока Гледаоци: 2.300 Судије: Толга Сахин, Кристофер Рид, Јохан Росо |  |
| 1. септембар 2017. 16:45 | Извештај | Четвртине: 26:14, 25:15, 19:15, 29:16                               |         |                                         | Поливалент хала, Клуж-Напока Гледаоци: 2.300 Судије: Толга Сахин, Кристофер Рид, Јохан Росо |  |
| 1. септембар 2017. 16:45 | Извештај | Поени: Ернангомез 18 Скокови: Ернангомез 9 Асистенције: Родригез 10 |         | Вучевић 16 Вучевић 7 Рајс, Павличевић 3 | Поливалент хала, Клуж-Напока Гледаоци: 2.300 Судије: Толга Сахин, Кристофер Рид, Јохан Росо |  |

| 1. септембар 2017. 19:30 | Извештај | Румунија                                                          | 68 : 83 | Чешка                                | Поливалент хала, Клуж-Напока Гледаоци: 2.260 Судије: Роберто Васкез, Борис Крејић, Сергиј Зашчук |  |
| 1. септембар 2017. 19:30 | Извештај | Четвртине: 22:21, 16:19, 9:22, 21:21                              |         |                                      | Поливалент хала, Клуж-Напока Гледаоци: 2.260 Судије: Роберто Васкез, Борис Крејић, Сергиј Зашчук |  |
| 1. септембар 2017. 19:30 | Извештај | Поени: Молдовеану 24 Скокови: Молдовеану 8 Асистенције: Мандаче 5 |         | Хрубан 25 Саторански 13 Саторански 6 | Поливалент хала, Клуж-Напока Гледаоци: 2.260 Судије: Роберто Васкез, Борис Крејић, Сергиј Зашчук |  |

| 2. септембар 2017. 14:00 | Извештај | Црна Гора                                                                    | 72 : 48 | Мађарска                       | Поливалент хала, Клуж-Напока Гледаоци: 2.434 Судије: Роберто Васкез, Маркос Мајклидис, Сергиј Зашчук |  |
| 2. септембар 2017. 14:00 | Извештај | Четвртине: 14:11, 25:18, 21:11, 12:8                                         |         |                                | Поливалент хала, Клуж-Напока Гледаоци: 2.434 Судије: Роберто Васкез, Маркос Мајклидис, Сергиј Зашчук |  |
| 2. септембар 2017. 14:00 | Извештај | Поени: Дубљевић, Вучевић 13 Скокови: Баровић 9 Асистенције: Ивановић, Рајс 3 |         | Војвода 20 Карахоџић 7 Ханга 3 | Поливалент хала, Клуж-Напока Гледаоци: 2.434 Судије: Роберто Васкез, Маркос Мајклидис, Сергиј Зашчук |  |

| 2. септембар 2017. 16:45 | Извештај | Чешка                                                                   | 56 : 93 | Шпанија                           | Поливалент хала, Клуж-Напока Гледаоци: 3.033 Судије: Панајотис Анастопулос, Ерез Гуријон, Кристофер Рид |  |
| 2. септембар 2017. 16:45 | Извештај | Четвртине: 14:33, 9:23, 15:20, 18:17                                    |         |                                   | Поливалент хала, Клуж-Напока Гледаоци: 3.033 Судије: Панајотис Анастопулос, Ерез Гуријон, Кристофер Рид |  |
| 2. септембар 2017. 16:45 | Извештај | Поени: Криж 11 Скокови: Шврдлик, Саторански 5 Асистенције: Саторански 5 |         | Гасол 26 Ернангомез 11 3 играча 5 | Поливалент хала, Клуж-Напока Гледаоци: 3.033 Судије: Панајотис Анастопулос, Ерез Гуријон, Кристофер Рид |  |

| 2. септембар 2017. 19:30 | Извештај | Хрватска                                                            | 74 : 58 | Румунија                          | Поливалент хала, Клуж-Напока Судије: Толга Сахин, Николас Маестре, Јохан Росо |  |
| 2. септембар 2017. 19:30 | Извештај | Четвртине: 20:12, 22:17, 15:13, 17:16                               |         |                                   | Поливалент хала, Клуж-Напока Судије: Толга Сахин, Николас Маестре, Јохан Росо |  |
| 2. септембар 2017. 19:30 | Извештај | Поени: Богдановић 21 Скокови: Шарић 10 Асистенције: Рамљак, Симон 4 |         | Молдовеану 14 Мандаче 7 Мандаче 6 | Поливалент хала, Клуж-Напока Судије: Толга Сахин, Николас Маестре, Јохан Росо |  |

| 4. септембар 2017. 14:00 | Извештај | Мађарска                                              | 85 : 73 | Чешка                                                 | Поливалент хала, Клуж-Напока Гледаоци: 1.893 Судије: Толга Сахин, Николас Маестре, Кристофер Рид |  |
| 4. септембар 2017. 14:00 | Извештај | Четвртине: 23:16, 21:17, 22:25, 19:15                 |         |                                                       | Поливалент хала, Клуж-Напока Гледаоци: 1.893 Судије: Толга Сахин, Николас Маестре, Кристофер Рид |  |
| 4. септембар 2017. 14:00 | Извештај | Поени: Ханга 31 Скокови: Ханга 8 Асистенције: Ханга 8 |         | Саторански, Пализа 18 Саторански 7 Саторански, Велш 4 | Поливалент хала, Клуж-Напока Гледаоци: 1.893 Судије: Толга Сахин, Николас Маестре, Кристофер Рид |  |

| 4. септембар 2017. 16:45 | Извештај | Црна Гора                                                              | 72 : 76 | Хрватска                                 | Поливалент хала, Клуж-Напока Гледаоци: 1.983 Судије: Панајотис Анастопулос, Јохан Росо, Роберто Васкез |  |
| 4. септембар 2017. 16:45 | Извештај | Четвртине: 17:25, 14:18, 21:19, 20:14                                  |         |                                          | Поливалент хала, Клуж-Напока Гледаоци: 1.983 Судије: Панајотис Анастопулос, Јохан Росо, Роберто Васкез |  |
| 4. септембар 2017. 16:45 | Извештај | Поени: Рајс 22 Скокови: Дубљевић 11 Асистенције: Тодоровић, Ивановић 3 |         | Богдановић 23 Томас, Богдановић 6 Укић 5 | Поливалент хала, Клуж-Напока Гледаоци: 1.983 Судије: Панајотис Анастопулос, Јохан Росо, Роберто Васкез |  |

| 4. септембар 2017. 19:30 | Извештај | Шпанија                                                                | 91 : 50 | Румунија                                      | Поливалент хала, Клуж-Напока Гледаоци: 8.163 Судије: Маркос Мајклидис, Ерез Гуријон, Борис Крејић |  |
| 4. септембар 2017. 19:30 | Извештај | Четвртине: 21:19, 20:8, 29:8, 21:15                                    |         |                                               | Поливалент хала, Клуж-Напока Гледаоци: 8.163 Судије: Маркос Мајклидис, Ерез Гуријон, Борис Крејић |  |
| 4. септембар 2017. 19:30 | Извештај | Поени: Ернангомез 18 Скокови: Г. Ернангомез 13 Асистенције: Родригез 7 |         | Молдовеану 15 Молдовеану, Кате 6 Молдовеану 3 | Поливалент хала, Клуж-Напока Гледаоци: 8.163 Судије: Маркос Мајклидис, Ерез Гуријон, Борис Крејић |  |

| 5. септембар 2017. 14:00 | Извештај | Чешка                                                                 | 75 : 88 | Црна Гора                                    | Поливалент хала, Клуж-Напока Гледаоци: 2.424 Судије: Јохан Росо, Ерез Гуријон, Сергиј Зашчук |  |
| 5. септембар 2017. 14:00 | Извештај | Четвртине: 17:24, 17:25, 21:29, 20:10                                 |         |                                              | Поливалент хала, Клуж-Напока Гледаоци: 2.424 Судије: Јохан Росо, Ерез Гуријон, Сергиј Зашчук |  |
| 5. септембар 2017. 14:00 | Извештај | Поени: Ауда 14 Скокови: Шврдлик, Петерка 4 Асистенције: Саторански 12 |         | Вучевић, Ивановић 17 Вучевић 14 Павличевић 5 | Поливалент хала, Клуж-Напока Гледаоци: 2.424 Судије: Јохан Росо, Ерез Гуријон, Сергиј Зашчук |  |

| 5. септембар 2017. 16:45 | Извештај | Хрватска                                               | 73 : 79 | Шпанија                      | Поливалент хала, Клуж-Напока Гледаоци: 6.089 Судије: Толга Сахин, Панајотис Анастопулос, Николас Маестре |  |
| 5. септембар 2017. 16:45 | Извештај | Четвртине: 20:21, 12:17, 22:15, 19:26                  |         |                              | Поливалент хала, Клуж-Напока Гледаоци: 6.089 Судије: Толга Сахин, Панајотис Анастопулос, Николас Маестре |  |
| 5. септембар 2017. 16:45 | Извештај | Поени: Шарић 18 Скокови: Шарић 13 Асистенције: Симон 6 |         | Рубио 13 Гасол 11 3 играча 3 | Поливалент хала, Клуж-Напока Гледаоци: 6.089 Судије: Толга Сахин, Панајотис Анастопулос, Николас Маестре |  |

| 5. септембар 2017. 19:30 | Извештај | Румунија                                                                 | 71 : 80 | Мађарска                     | Поливалент хала, Клуж-Напока Гледаоци: 9.121 Судије: Роберто Васкез, Борис Крејић, Кристофер Рид |  |
| 5. септембар 2017. 19:30 | Извештај | Четвртине: 15:16, 17:22, 20:22, 19:20                                    |         |                              | Поливалент хала, Клуж-Напока Гледаоци: 9.121 Судије: Роберто Васкез, Борис Крејић, Кристофер Рид |  |
| 5. септембар 2017. 19:30 | Извештај | Поени: Мандаче 24 Скокови: Молдовеану 9 Асистенције: Калота-Попа, Кути 4 |         | Војвода 26 Келер 7 Војвода 4 | Поливалент хала, Клуж-Напока Гледаоци: 9.121 Судије: Роберто Васкез, Борис Крејић, Кристофер Рид |  |

| 7. септембар 2017. 13:30 | Извештај | Чешка                                                            | 69 : 107 | Хрватска                       | Поливалент хала, Клуж-Напока Гледаоци: 737 Судије: Толга Сахин, Јохан Росо, Кристофер Рид |  |
| 7. септембар 2017. 13:30 | Извештај | Четвртине: 17:28, 23:26, 20:24, 9:29                             |          |                                | Поливалент хала, Клуж-Напока Гледаоци: 737 Судије: Толга Сахин, Јохан Росо, Кристофер Рид |  |
| 7. септембар 2017. 13:30 | Извештај | Поени: Ауда 19 Скокови: Ауда, Хрубан 5 Асистенције: Саторански 6 |          | Богдановић 25 Шарић 10 Симон 7 | Поливалент хала, Клуж-Напока Гледаоци: 737 Судије: Толга Сахин, Јохан Росо, Кристофер Рид |  |

| 7. септембар 2017. 16:15 | Извештај | Мађарска                                                    | 64 : 87 | Шпанија                     | Поливалент хала, Клуж-Напока Гледаоци: 3.180 Судије: Николас Маестре, Сергиј Зашчук, Борис Крејић |  |
| 7. септембар 2017. 16:15 | Извештај | Четвртине: 10:22, 19:19, 17:19, 18:27                       |         |                             | Поливалент хала, Клуж-Напока Гледаоци: 3.180 Судије: Николас Маестре, Сергиј Зашчук, Борис Крејић |  |
| 7. септембар 2017. 16:15 | Извештај | Поени: Ференц 17 Скокови: 3 играча 4 Асистенције: Војвода 4 |         | Гасол 20 Гасол 8 Родригез 7 | Поливалент хала, Клуж-Напока Гледаоци: 3.180 Судије: Николас Маестре, Сергиј Зашчук, Борис Крејић |  |

| 7. септембар 2017. 19:45 | Извештај | Црна Гора                                                                  | 86 : 69 | Румунија                      | Поливалент хала, Клуж-Напока Гледаоци: 3.419 Судије: Панајотис Анастопулос, Маркос Мајклидис, Ерез Гуријон |  |
| 7. септембар 2017. 19:45 | Извештај | Четвртине: 24:19, 18:11, 24:23, 20:16                                      |         |                               | Поливалент хала, Клуж-Напока Гледаоци: 3.419 Судије: Панајотис Анастопулос, Маркос Мајклидис, Ерез Гуријон |  |
| 7. септембар 2017. 19:45 | Извештај | Поени: 3 играча 13 Скокови: Дубљевић 9 Асистенције: Павличевић, Ивановић 6 |         | Кути 18 Мандаче 10 Мандаче 12 | Поливалент хала, Клуж-Напока Гледаоци: 3.419 Судије: Панајотис Анастопулос, Маркос Мајклидис, Ерез Гуријон |  |

### Група Д (Истанбул,Турска)
| Табела групе Д   | ОУ | П | ПО | КД  | КП  | КР  | Бод |
| ---------------- | -- | - | -- | --- | --- | --- | --- |
| Србија           | 5  | 4 | 1  | 400 | 353 | +47 | 9   |
| Летонија         | 5  | 4 | 1  | 444 | 396 | +48 | 9   |
| Русија           | 5  | 4 | 1  | 378 | 366 | +12 | 9   |
| Турска           | 5  | 2 | 3  | 388 | 380 | +8  | 7   |
| Белгија          | 5  | 1 | 4  | 353 | 410 | -57 | 6   |
| Велика Британија | 5  | 0 | 5  | 390 | 448 | -58 | 5   |

| 1. септембар 2017. 13:15 | Извештај | Белгија                                                        | 103 : 90 | Велика Британија              | Спортска арена Улкер, Истанбул Гледаоци: 322 Судије: Саверијо Ланцарини, Фердинанд Пасквал, Јоргос Поурсанидис |  |
| 1. септембар 2017. 13:15 | Извештај | Четвртине: 24:26, 30:27, 19:14, 30:23                          |          |                               | Спортска арена Улкер, Истанбул Гледаоци: 322 Судије: Саверијо Ланцарини, Фердинанд Пасквал, Јоргос Поурсанидис |  |
| 1. септембар 2017. 13:15 | Извештај | Поени: Де Зеув 21 Скокови: 3 играча 6 Асистенције: Ван Росом 5 |          | Оласени 21 Оласени 10 Кларк 5 | Спортска арена Улкер, Истанбул Гледаоци: 322 Судије: Саверијо Ланцарини, Фердинанд Пасквал, Јоргос Поурсанидис |  |

| 1. септембар 2017. 16:00 | Извештај | Србија                                                       | 92 : 82 | Летонија                                            | Спортска арена Улкер, Истанбул Гледаоци: 992 Судије: Марек Цмикјевич, Томас Јасевичијус, Мартин Хорозов |  |
| 1. септембар 2017. 16:00 | Извештај | Четвртине: 21:24, 24:23, 20:13, 27:22                        |         |                                                     | Спортска арена Улкер, Истанбул Гледаоци: 992 Судије: Марек Цмикјевич, Томас Јасевичијус, Мартин Хорозов |  |
| 1. септембар 2017. 16:00 | Извештај | Поени: Богдановић 30 Скокови: Мачван 10 Асистенције: Јовић 8 |         | Даи. Бертанс 23 Дав. Бертанс, Тима 6 Даи. Бертанс 6 | Спортска арена Улкер, Истанбул Гледаоци: 992 Судије: Марек Цмикјевич, Томас Јасевичијус, Мартин Хорозов |  |

| 1. септембар 2017. 20:00 | Извештај | Турска                                                | 73 : 76 | Русија                           | Спортска арена Улкер, Истанбул Гледаоци: 7.286 Судије: Мајкл Вејланд, Мануел Мацони, Милан Недовић |  |
| 1. септембар 2017. 20:00 | Извештај | Четвртине: 15:20, 18:16, 18:19, 22:21                 |         |                                  | Спортска арена Улкер, Истанбул Гледаоци: 7.286 Судије: Мајкл Вејланд, Мануел Мацони, Милан Недовић |  |
| 1. септембар 2017. 20:00 | Извештај | Поени: Осман 28 Скокови: Осман 7 Асистенције: Осман 4 |         | Швед 22 Мозгов 9 Фридзон, Швед 4 | Спортска арена Улкер, Истанбул Гледаоци: 7.286 Судије: Мајкл Вејланд, Мануел Мацони, Милан Недовић |  |

| 2. септембар 2017. 13:15 | Извештај | Летонија                                                              | 92 : 64 | Белгија                 | Спортска арена Улкер, Истанбул Гледаоци: 1.038 Судије: Томас Јасевичијус, Мартин Хорозов, Милан Недовић |  |
| 2. септембар 2017. 13:15 | Извештај | Четвртине: 24:25, 23:8, 16:22, 29:9                                   |         |                         | Спортска арена Улкер, Истанбул Гледаоци: 1.038 Судије: Томас Јасевичијус, Мартин Хорозов, Милан Недовић |  |
| 2. септембар 2017. 13:15 | Извештај | Поени: Порзингис, Тима 27 Скокови: Тима 7 Асистенције: Стрелнијекс 13 |         | Ервел 12 Серон 6 Табу 6 | Спортска арена Улкер, Истанбул Гледаоци: 1.038 Судије: Томас Јасевичијус, Мартин Хорозов, Милан Недовић |  |

| 2. септембар 2017. 16:00 | Извештај | Русија                                                              | 75 : 72 | Србија                                                 | Спортска арена Улкер, Истанбул Гледаоци: 1.603 Судије: Саверијо Ланцарини, Шаблон:Подаци о застави ИТС Мануел Мацони, Јоргос Поурсанидис |  |
| 2. септембар 2017. 16:00 | Извештај | Четвртине: 18:21, 22:17, 18:13, 17:21                               |         |                                                        | Спортска арена Улкер, Истанбул Гледаоци: 1.603 Судије: Саверијо Ланцарини, Шаблон:Подаци о застави ИТС Мануел Мацони, Јоргос Поурсанидис |  |
| 2. септембар 2017. 16:00 | Извештај | Поени: Швед 22 Скокови: Мозгов 8 Асистенције: Хвостов, Воронцевич 5 |         | Богдановић, Марјановић 19 Кузмић, Марјановић 6 Јовић 7 | Спортска арена Улкер, Истанбул Гледаоци: 1.603 Судије: Саверијо Ланцарини, Шаблон:Подаци о застави ИТС Мануел Мацони, Јоргос Поурсанидис |  |

| 2. септембар 2017. 20:00 | Извештај | Велика Британија                                                               | 70 : 84 | Турска                             | Спортска арена Улкер, Истанбул Судије: Марек Цмикјевич, Александар Милојевић, Фердинанд Пасквал |  |
| 2. септембар 2017. 20:00 | Извештај | Четвртине: 18:23, 18:26, 18:15, 16:20                                          |         |                                    | Спортска арена Улкер, Истанбул Судије: Марек Цмикјевич, Александар Милојевић, Фердинанд Пасквал |  |
| 2. септембар 2017. 20:00 | Извештај | Поени: Лоренс, Оласени 15 Скокови: Оласени 14 Асистенције: Лоренс, Окереафор 5 |         | Махмутоглу 24 Осман 7 Махмутоглу 6 | Спортска арена Улкер, Истанбул Судије: Марек Цмикјевич, Александар Милојевић, Фердинанд Пасквал |  |

| 4. септембар 2017. 13:15 | Извештај | Летонија                                                       | 97 : 92 | Велика Британија                | Спортска арена Улкер, Истанбул Гледаоци: 817 Судије: Саверијо Ланцарини, Александар Милојевић, Милан Недовић |  |
| 4. септембар 2017. 13:15 | Извештај | Четвртине: 25:20, 25:20, 34:18, 13:34                          |         |                                 | Спортска арена Улкер, Истанбул Гледаоци: 817 Судије: Саверијо Ланцарини, Александар Милојевић, Милан Недовић |  |
| 4. септембар 2017. 13:15 | Извештај | Поени: Порзингис 28 Скокови: Тима 9 Асистенције: Стрелнијекс 9 |         | Оласени 23 Оласени 10 Лоренс 10 | Спортска арена Улкер, Истанбул Гледаоци: 817 Судије: Саверијо Ланцарини, Александар Милојевић, Милан Недовић |  |

| 4. септембар 2017. 16:00 | Извештај | Белгија                                                 | 67 : 76 | Русија                      | Спортска арена Улкер, Истанбул Гледаоци: 1.144 Судије: Мајкл Вејланд, Мартин Хорозов, Јоргос Поурсанидис |  |
| 4. септембар 2017. 16:00 | Извештај | Четвртине: 18:19, 15:16, 14:18, 20:23                   |         |                             | Спортска арена Улкер, Истанбул Гледаоци: 1.144 Судије: Мајкл Вејланд, Мартин Хорозов, Јоргос Поурсанидис |  |
| 4. септембар 2017. 16:00 | Извештај | Поени: Де Зеув 15 Скокови: Серон 5 Асистенције: Ервел 5 |         | Швед 20 Воронцевич 9 Швед 6 | Спортска арена Улкер, Истанбул Гледаоци: 1.144 Судије: Мајкл Вејланд, Мартин Хорозов, Јоргос Поурсанидис |  |

| 4. септембар 2017. 20:00 | Извештај | Србија                                                     | 80 : 74 | Турска                           | Спортска арена Улкер, Истанбул Гледаоци: 9.692 Судије: Марек Цмикијевич, Томас Јасевичијус, Мануел Мацони |  |
| 4. септембар 2017. 20:00 | Извештај | Четвртине: 21:13, 15:18, 17:14, 27:29                      |         |                                  | Спортска арена Улкер, Истанбул Гледаоци: 9.692 Судије: Марек Цмикијевич, Томас Јасевичијус, Мануел Мацони |  |
| 4. септембар 2017. 20:00 | Извештај | Поени: Богдановић 17 Скокови: Лучић 9 Асистенције: Јовић 9 |         | Махмутоглу 19 3 играча 4 Осман 5 | Спортска арена Улкер, Истанбул Гледаоци: 9.692 Судије: Марек Цмикијевич, Томас Јасевичијус, Мануел Мацони |  |

| 5. септембар 2017. 13:15 | Извештај | Русија                                                         | 69 : 84 | Летонија                      | Спортска арена Улкер, Истанбул Гледаоци: 944 Судије: Марек Цмикјевич, Мануел Мацони, Александар Милојевић |  |
| 5. септембар 2017. 13:15 | Извештај | Четвртине: 15:12, 29:22, 8:18, 17:32                           |         |                               | Спортска арена Улкер, Истанбул Гледаоци: 944 Судије: Марек Цмикјевич, Мануел Мацони, Александар Милојевић |  |
| 5. септембар 2017. 13:15 | Извештај | Поени: Швед 21 Скокови: Мозгов, Курбанов 6 Асистенције: Швед 6 |         | Тима 22 Тима 6 Даи. Бертанс 6 | Спортска арена Улкер, Истанбул Гледаоци: 944 Судије: Марек Цмикјевич, Мануел Мацони, Александар Милојевић |  |

| 5. септембар 2017. 16:00 | Извештај | Велика Британија                                                 | 68 : 82 | Србија                                  | Спортска арена Улкер, Истанбул Гледаоци: 1.080 Судије: Јоргос Поурсанидис, Мартин Хорозов, Мајкл Вејланд |  |
| 5. септембар 2017. 16:00 | Извештај | Четвртине: 14:25, 24:22, 17:18, 13:17                            |         |                                         | Спортска арена Улкер, Истанбул Гледаоци: 1.080 Судије: Јоргос Поурсанидис, Мартин Хорозов, Мајкл Вејланд |  |
| 5. септембар 2017. 16:00 | Извештај | Поени: Окереафор 17 Скокови: Оласени 13 Асистенције: Окереафор 4 |         | Богдановић 18 Богдановић 7 Богдановић 7 | Спортска арена Улкер, Истанбул Гледаоци: 1.080 Судије: Јоргос Поурсанидис, Мартин Хорозов, Мајкл Вејланд |  |

| 5. септембар 2017. 20:00 | Извештај | Турска                                                   | 78 : 65 | Белгија                                | Спортска арена Улкер, Истанбул Гледаоци: 7.919 Судије: Саверио Ланцарини, Милан Недовић, Фердинанд Пасквал |  |
| 5. септембар 2017. 20:00 | Извештај | Четвртине: 23:14, 17:19, 15:20, 23:12                    |         |                                        | Спортска арена Улкер, Истанбул Гледаоци: 7.919 Судије: Саверио Ланцарини, Милан Недовић, Фердинанд Пасквал |  |
| 5. септембар 2017. 20:00 | Извештај | Поени: Коркмаз 14 Скокови: Херсек 4 Асистенције: Ерден 5 |         | Ван Росом 13 Серон, Ван Росом 5 Табу 4 | Спортска арена Улкер, Истанбул Гледаоци: 7.919 Судије: Саверио Ланцарини, Милан Недовић, Фердинанд Пасквал |  |

| 7. септембар 2017. 13:30 | Извештај | Русија                                                | 82 : 70 | Велика Британија           | Спортска арена Улкер, Истанбул Гледаоци: 529 Судије: Јоргос Поурсанидис, Александар Милојевић, Фердинанд Пасквал |  |
| 7. септембар 2017. 13:30 | Извештај | Четвртине: 23:16, 20:15, 18:23, 21:16                 |         |                            | Спортска арена Улкер, Истанбул Гледаоци: 529 Судије: Јоргос Поурсанидис, Александар Милојевић, Фердинанд Пасквал |  |
| 7. септембар 2017. 13:30 | Извештај | Поени: Швед 30 Скокови: Мозгов 11 Асистенције: Швед 8 |         | Кларк 21 Оласени 9 Кларк 7 | Спортска арена Улкер, Истанбул Гледаоци: 529 Судије: Јоргос Поурсанидис, Александар Милојевић, Фердинанд Пасквал |  |

| 7. септембар 2017. 16:15 | Извештај | Белгија                                                   | 54 : 74 | Србија                             | Спортска арена Улкер, Истанбул Гледаоци: 761 Судије: Мануел Мацони, Марек Цмикјевич, Мартин Хорозов |  |
| 7. септембар 2017. 16:15 | Извештај | Четвртине: 13:18, 12:24, 11:14, 18:18                     |         |                                    | Спортска арена Улкер, Истанбул Гледаоци: 761 Судије: Мануел Мацони, Марек Цмикјевич, Мартин Хорозов |  |
| 7. септембар 2017. 16:15 | Извештај | Поени: Лекомт 12 Скокови: Ван Росом 6 Асистенције: Табу 4 |         | Марјановић 22 Мицић 9 Богдановић 9 | Спортска арена Улкер, Истанбул Гледаоци: 761 Судије: Мануел Мацони, Марек Цмикјевич, Мартин Хорозов |  |

| 7. септембар 2017. 19:45 | Извештај | Летонија                                                     | 89 : 79 | Турска                        | Спортска арена Улкер, Истанбул Гледаоци: 10.323 Судије: Саверио Ланцарини, Томас Јасевичијус, Мајкл Вејланд |  |
| 7. септембар 2017. 19:45 | Извештај | Четвртине: 24:22, 23:16, 22:25, 20:16                        |         |                               | Спортска арена Улкер, Истанбул Гледаоци: 10.323 Судије: Саверио Ланцарини, Томас Јасевичијус, Мајкл Вејланд |  |
| 7. септембар 2017. 19:45 | Извештај | Поени: Порзингис 28 Скокови: Порзингис 7 Асистенције: Тима 7 |         | Осман 24 Махмутоглу 7 Осман 5 | Спортска арена Улкер, Истанбул Гледаоци: 10.323 Судије: Саверио Ланцарини, Томас Јасевичијус, Мајкл Вејланд |  |

## Елиминациона фаза
Све утакмице су одигране на Синан Ерден Дому у Истанбулу, Турска.
- Сва времена су по средњоевропском времену.

|  | Осмина финала       | Осмина финала       |                     |     | Четвртфинале | Четвртфинале |                     |                     | Полуфинале | Полуфинале |  |  | Финале | Финале |
|  |                     |                     |                     |     |              |              |                     |                     |            |            |  |  |        |        |
|  | 9. септембар 2017.  |                     |                     |     |              |              |                     |                     |            |            |  |  |        |        |
|  |                     |                     |                     |     |              |              |                     |                     |            |            |  |  |        |        |
|  | Немачка             | 84                  |                     |     |              |              |                     |                     |            |            |  |  |        |        |
|  | Немачка             | 84                  | 12. септембар 2017. |     |              |              |                     |                     |            |            |  |  |        |        |
|  | Француска           | 81                  |                     |     |              |              |                     |                     |            |            |  |  |        |        |
|  | Француска           | 81                  | Немачка             | 72  |              |              |                     |                     |            |            |  |  |        |        |
|  | 10. септембар 2017. |                     | Немачка             | 72  |              |              |                     |                     |            |            |  |  |        |        |
|  |                     | Шпанија             | 84                  |     |              |              |                     |                     |            |            |  |  |        |        |
|  | Шпанија             | Шпанија             | 84                  | 73  |              |              |                     |                     |            |            |  |  |        |        |
|  | Шпанија             |                     | 14. септембар 2017. | 73  |              |              |                     |                     |            |            |  |  |        |        |
|  | Турска              | 56                  |                     |     |              |              |                     |                     |            |            |  |  |        |        |
|  | Турска              | 56                  | Шпанија             | 72  |              |              |                     |                     |            |            |  |  |        |        |
|  | 9. септембар 2017.  |                     | Шпанија             | 72  |              |              |                     |                     |            |            |  |  |        |        |
|  |                     | Словенија           | 92                  |     |              |              |                     |                     |            |            |  |  |        |        |
|  | Словенија           | Словенија           | 92                  | 79  |              |              |                     |                     |            |            |  |  |        |        |
|  | Словенија           | 12. септембар 2017. |                     | 79  |              |              |                     |                     |            |            |  |  |        |        |
|  | Украјина            | 55                  |                     |     |              |              |                     |                     |            |            |  |  |        |        |
|  | Украјина            | 55                  | Словенија           | 103 |              |              |                     |                     |            |            |  |  |        |        |
|  | 10. септембар 2017. |                     | Словенија           | 103 |              |              |                     |                     |            |            |  |  |        |        |
|  |                     | Летонија            | 97                  |     |              |              |                     |                     |            |            |  |  |        |        |
|  | Летонија            | Летонија            | 97                  | 100 |              |              |                     |                     |            |            |  |  |        |        |
|  | Летонија            |                     | 17. септембар 2017. | 100 |              |              |                     |                     |            |            |  |  |        |        |
|  | Црна Гора           | 68                  |                     |     |              |              |                     |                     |            |            |  |  |        |        |
|  | Црна Гора           | 68                  | Словенија           | 93  |              |              |                     |                     |            |            |  |  |        |        |
|  | 9. септембар 2017.  |                     | Словенија           | 93  |              |              |                     |                     |            |            |  |  |        |        |
|  |                     | Србија              | 85                  |     |              |              |                     |                     |            |            |  |  |        |        |
|  | Литванија           | Србија              | 85                  | 64  |              |              |                     |                     |            |            |  |  |        |        |
|  | Литванија           | 13. септембар 2017. |                     | 64  |              |              |                     |                     |            |            |  |  |        |        |
|  | Грчка               | 77                  |                     |     |              |              |                     |                     |            |            |  |  |        |        |
|  | Грчка               | 77                  | Грчка               | 69  |              |              |                     |                     |            |            |  |  |        |        |
|  | 10. септембар 2017. |                     | Грчка               | 69  |              |              |                     |                     |            |            |  |  |        |        |
|  |                     | Русија              | 74                  |     |              |              |                     |                     |            |            |  |  |        |        |
|  | Хрватска            | Русија              | 74                  | 78  |              |              |                     |                     |            |            |  |  |        |        |
|  | Хрватска            |                     | 15. септембар 2017. | 78  |              |              |                     |                     |            |            |  |  |        |        |
|  | Русија              | 101                 |                     |     |              |              |                     |                     |            |            |  |  |        |        |
|  | Русија              | 101                 | Русија              | 79  |              |              |                     |                     |            |            |  |  |        |        |
|  | 9. септембар 2017.  |                     | Русија              | 79  |              |              |                     |                     |            |            |  |  |        |        |
|  |                     | Србија              | 87                  |     | Треће место  | Треће место  |                     |                     |            |            |  |  |        |        |
|  | Финска              | Србија              | 87                  | 57  | Треће место  | Треће место  |                     |                     |            |            |  |  |        |        |
|  | Финска              | 13. септембар 2017. | 13. септембар 2017. | 57  |              |              | 17. септембар 2017. | 17. септембар 2017. |            |            |  |  |        |        |
|  | Италија             | 13. септембар 2017. | 13. септембар 2017. | 70  |              |              | 17. септембар 2017. | 17. септембар 2017. |            |            |  |  |        |        |
|  | Италија             | Италија             | 67                  | 70  | Шпанија      | 93           |                     |                     |            |            |  |  |        |        |
|  | 10. септембар 2017. | Италија             | 67                  |     | Шпанија      | 93           |                     |                     |            |            |  |  |        |        |
|  |                     | Србија              | 83                  |     | Русија       | 85           |                     |                     |            |            |  |  |        |        |
|  | Србија              | Србија              | 83                  | 86  | Русија       | 85           |                     |                     |            |            |  |  |        |        |
|  | Србија              |                     |                     | 86  |              |              |                     |                     |            |            |  |  |        |        |
|  | Мађарска            | 78                  |                     |     |              |              |                     |                     |            |            |  |  |        |        |
|  | Мађарска            | 78                  |                     |     |              |              |                     |                     |            |            |  |  |        |        |

### Осмина финала
| 9. септембар 2017. 11:30 | Извештај | Словенија                                                  | 79 : 55 | Украјина                                      | Синан Ерден Дом, Истанбул Гледаоци: 730 Судије: Кристијано Марањо, Панајотис Анастопулос, Толга Сахин |  |
| 9. септембар 2017. 11:30 | Извештај | Четвртине: 26:17, 16:10, 26:16, 11:12                      |         |                                               | Синан Ерден Дом, Истанбул Гледаоци: 730 Судије: Кристијано Марањо, Панајотис Анастопулос, Толга Сахин |  |
| 9. септембар 2017. 11:30 | Извештај | Поени: Рандолф 21 Скокови: Дончић 10 Асистенције: Дончић 6 |         | Пустозвонов 11 Пустовји 10 Кравцов, Лукашов 4 | Синан Ерден Дом, Истанбул Гледаоци: 730 Судије: Кристијано Марањо, Панајотис Анастопулос, Толга Сахин |  |

| 9. септембар 2017. 14:15 | Извештај | Немачка                                              | 84 : 81 | Француска                  | Синан Ерден Дом, Истанбул Гледаоци: 1.060 Судије: Мануел Мацони, Леандро Лескано, Саша Маричић |  |
| 9. септембар 2017. 14:15 | Извештај | Четвртине: 10:19, 24:21, 21:16, 29:25                |         |                            | Синан Ерден Дом, Истанбул Гледаоци: 1.060 Судије: Мануел Мацони, Леандро Лескано, Саша Маричић |  |
| 9. септембар 2017. 14:15 | Извештај | Поени: Тајс 22 Скокови: Тајс 7 Асистенције: Шредер 8 |         | Фурније 27 Дијао 9 Дијао 5 | Синан Ерден Дом, Истанбул Гледаоци: 1.060 Судије: Мануел Мацони, Леандро Лескано, Саша Маричић |  |

| 9. септембар 2017. 17:45 | Извештај | Финска                                                   | 57 : 70 | Италија                    | Синан Ерден Дом, Истанбул Гледаоци: 1.411 Судије: Антонио Конде, Мартинш Козловскис, Адемир Зураповић |  |
| 9. септембар 2017. 17:45 | Извештај | Четвртине: 17:30, 12:18, 13:10, 15:12                    |         |                            | Синан Ерден Дом, Истанбул Гледаоци: 1.411 Судије: Антонио Конде, Мартинш Козловскис, Адемир Зураповић |  |
| 9. септембар 2017. 17:45 | Извештај | Поени: Копонен 13 Скокови: Салин 8 Асистенције: Ранико 3 |         | Белинели 22 Хакет 6 Мели 3 | Синан Ерден Дом, Истанбул Гледаоци: 1.411 Судије: Антонио Конде, Мартинш Козловскис, Адемир Зураповић |  |

| 9. септембар 2017. 20:30 | Извештај | Литванија                                                              | 64 : 77 | Грчка                         | Синан Ерден Дом, Истанбул Гледаоци: 2.144 Судије: Висенте Булто, Марек Цмикјевич, Петар Обрадовић |  |
| 9. септембар 2017. 20:30 | Извештај | Четвртине: 17:25, 13:12, 18:24, 16:16                                  |         |                               | Синан Ерден Дом, Истанбул Гледаоци: 2.144 Судије: Висенте Булто, Марек Цмикјевич, Петар Обрадовић |  |
| 9. септембар 2017. 20:30 | Извештај | Поени: Кузминскас 20 Скокови: Валанчјунас 15 Асистенције: Калнијетис 7 |         | Слукас 21 Бурусис 8 Калатес 6 | Синан Ерден Дом, Истанбул Гледаоци: 2.144 Судије: Висенте Булто, Марек Цмикјевич, Петар Обрадовић |  |

| 10. септембар 2017. 11:30 | Извештај | Летонија                                                       | 100 : 68 | Црна Гора                       | Синан Ерден Дом, Истанбул Гледаоци: 718 Судије: Висенте Булто, Мартин Хорозов, Мануел Мацони |  |
| 10. септембар 2017. 11:30 | Извештај | Четвртине: 27:15, 26:22, 29:15, 18:16                          |          |                                 | Синан Ерден Дом, Истанбул Гледаоци: 718 Судије: Висенте Булто, Мартин Хорозов, Мануел Мацони |  |
| 10. септембар 2017. 11:30 | Извештај | Поени: Тима 21 Скокови: Порзингис 6 Асистенције: Стрелнијекс 7 |          | Дубљевић 21 Вучевић 9 Вучевић 4 | Синан Ерден Дом, Истанбул Гледаоци: 718 Судије: Висенте Булто, Мартин Хорозов, Мануел Мацони |  |

| 10. септембар 2017. 14:15 | Извештај | Србија                                                               | 86 : 78 | Мађарска                     | Синан Ерден Дом, Истанбул Гледаоци: 1.190 Судије: Леандро Лескано, Грогиос Поурсанидис, Јенер Јилмаз |  |
| 10. септембар 2017. 14:15 | Извештај | Четвртине: 24:16, 24:25, 21:12, 17:25                                |         |                              | Синан Ерден Дом, Истанбул Гледаоци: 1.190 Судије: Леандро Лескано, Грогиос Поурсанидис, Јенер Јилмаз |  |
| 10. септембар 2017. 14:15 | Извештај | Поени: Богдановић, Кузмић 17 Скокови: Кузмић 10 Асистенције: Јовић 7 |         | Перл 22 Перл 7 Ханга, Перл 4 | Синан Ерден Дом, Истанбул Гледаоци: 1.190 Судије: Леандро Лескано, Грогиос Поурсанидис, Јенер Јилмаз |  |

| 10. септембар 2017. 17:45 | Извештај | Шпанија                                                  | 73 : 56 | Турска                      | Синан Ерден Дом, Истанбул Гледаоци: 9.934 Судије: Кристијано Марањо, Томас Јасевичијус, Такаки Като |  |
| 10. септембар 2017. 17:45 | Извештај | Четвртине: 19:10, 14:15, 16:18, 24:13                    |         |                             | Синан Ерден Дом, Истанбул Гледаоци: 9.934 Судије: Кристијано Марањо, Томас Јасевичијус, Такаки Като |  |
| 10. септембар 2017. 17:45 | Извештај | Поени: Рубио 15 Скокови: Гасол 7 Асистенције: Родригез 9 |         | Коркмаз 20 Ерден 10 Гулер 4 | Синан Ерден Дом, Истанбул Гледаоци: 9.934 Судије: Кристијано Марањо, Томас Јасевичијус, Такаки Като |  |

| 10. септембар 2017. 20:30 | Извештај | Хрватска                                                   | 78 : 101 | Русија                     | Синан Ерден Дом, Истанбул Гледаоци: 10.153 Судије: Роберто Васкес, Саверио Ланцарини, Јохан Росо |  |
| 10. септембар 2017. 20:30 | Извештај | Четвртине: 23:25, 19:21, 15:26, 21:29                      |          |                            | Синан Ерден Дом, Истанбул Гледаоци: 10.153 Судије: Роберто Васкес, Саверио Ланцарини, Јохан Росо |  |
| 10. септембар 2017. 20:30 | Извештај | Поени: Богдановић 28 Скокови: Рамљак 6 Асистенције: Укић 5 |          | Швед 27 Курбанов 5 Швед 12 | Синан Ерден Дом, Истанбул Гледаоци: 10.153 Судије: Роберто Васкес, Саверио Ланцарини, Јохан Росо |  |

### Четвртфинале
| 12. септембар 2017. 17:45 | Извештај | Немачка                                                   | 72 : 84 | Шпанија                         | Синан Ерден Дом, Истанбул Гледаоци: 1.845 Судије: Мануел Мацони, Панајотис Анастопулос, Александар Глишић |  |
| 12. септембар 2017. 17:45 | Извештај | Четвртине: 19:16, 14:18, 20:31, 19:19                     |         |                                 | Синан Ерден Дом, Истанбул Гледаоци: 1.845 Судије: Мануел Мацони, Панајотис Анастопулос, Александар Глишић |  |
| 12. септембар 2017. 17:45 | Извештај | Поени: Шредер 27 Скокови: Војтман 7 Асистенције: Шредер 8 |         | М. Гасол 28 М. Гасол 10 Рубио 8 | Синан Ерден Дом, Истанбул Гледаоци: 1.845 Судије: Мануел Мацони, Панајотис Анастопулос, Александар Глишић |  |

| 12. септембар 2017. 20:30 | Извештај | Словенија                                                 | 103 : 97 | Летонија                                 | Синан Ерден Дом, Истанбул Гледаоци: 2.651 Судије: Луис Роберто Васкес, Саверио Ланцарини, Леандро Лескано |  |
| 12. септембар 2017. 20:30 | Извештај | Четвртине: 34:23, 17:32, 25:11, 27:31                     |          |                                          | Синан Ерден Дом, Истанбул Гледаоци: 2.651 Судије: Луис Роберто Васкес, Саверио Ланцарини, Леандро Лескано |  |
| 12. септембар 2017. 20:30 | Извештај | Поени: Дончић 27 Скокови: Рандолф 9 Асистенције: Драгић 8 |          | Порзингис 34 Стрелнијекс 7 Стрелнијекс 9 | Синан Ерден Дом, Истанбул Гледаоци: 2.651 Судије: Луис Роберто Васкес, Саверио Ланцарини, Леандро Лескано |  |

| 13. септембар 2017. 17:45 | Извештај | Грчка                                                                    | 69 : 74 | Русија                       | Синан Ерден Дом, Истанбул Гледаоци: 2.070 Судије: Кристијано Марањо, Антонио Конде, Јохан Росо |  |
| 13. септембар 2017. 17:45 | Извештај | Четвртине: 24:17, 13:14, 16:20, 16:23                                    |         |                              | Синан Ерден Дом, Истанбул Гледаоци: 2.070 Судије: Кристијано Марањо, Антонио Конде, Јохан Росо |  |
| 13. септембар 2017. 17:45 | Извештај | Поени: Калатес 25 Скокови: Бурусис, Папаниколау 7 Асистенције: Калатес 7 |         | Швед 26 Воронцевич 12 Швед 5 | Синан Ерден Дом, Истанбул Гледаоци: 2.070 Судије: Кристијано Марањо, Антонио Конде, Јохан Росо |  |

| 13. септембар 2017. 20:30 | Извештај | Италија                                                         | 67 : 83 | Србија                                     | Синан Ерден Дом, Истанбул Гледаоци: 3.046 Судије: Висенте Булто, Томас Јасевичијус, Такаки Като |  |
| 13. септембар 2017. 20:30 | Извештај | Четвртине: 17:18, 16:26, 15:15, 19:24                           |         |                                            | Синан Ерден Дом, Истанбул Гледаоци: 3.046 Судије: Висенте Булто, Томас Јасевичијус, Такаки Като |  |
| 13. септембар 2017. 20:30 | Извештај | Поени: Белинели 18 Скокови: Билига, Филој 3 Асистенције: Мели 3 |         | Богдановић 22 Кузмић, Марјановић 7 Јовић 5 | Синан Ерден Дом, Истанбул Гледаоци: 3.046 Судије: Висенте Булто, Томас Јасевичијус, Такаки Като |  |

### Полуфинале
| 14. септембар 2017. 20:30 | Извештај | Шпанија                                                         | 72 : 92 | Словенија                             | Синан Ерден Дом, Истанбул Гледаоци: 4.955 Судије: Кристијано Марањо, Јохан Росо, Толга Сахин |  |
| 14. септембар 2017. 20:30 | Извештај | Четвртине: 19:25, 26:24, 12:24, 15:19                           |         |                                       | Синан Ерден Дом, Истанбул Гледаоци: 4.955 Судије: Кристијано Марањо, Јохан Росо, Толга Сахин |  |
| 14. септембар 2017. 20:30 | Извештај | Поени: П. Гасол 16 Скокови: М. Гасол 10 Асистенције: М. Гасол 4 |         | Рандолф, Драгић 15 Дончић 12 Дончић 8 | Синан Ерден Дом, Истанбул Гледаоци: 4.955 Судије: Кристијано Марањо, Јохан Росо, Толга Сахин |  |

| 15. септембар 2017. 20:30 | Извештај | Русија                                               | 79 : 87 | Србија                        | Синан Ерден Дом, Истанбул Гледаоци: 5.235 Судије: Леандро Лескано, Панајотис Анастопулос, Мануел Мацони |  |
| 15. септембар 2017. 20:30 | Извештај | Четвртине: 20:25, 14:23, 23:18, 22:21                |         |                               | Синан Ерден Дом, Истанбул Гледаоци: 5.235 Судије: Леандро Лескано, Панајотис Анастопулос, Мануел Мацони |  |
| 15. септембар 2017. 20:30 | Извештај | Поени: Швед 33 Скокови: Мозгов 9 Асистенције: Швед 5 |         | Богдановић 24 Лучић 8 Јовић 6 | Синан Ерден Дом, Истанбул Гледаоци: 5.235 Судије: Леандро Лескано, Панајотис Анастопулос, Мануел Мацони |  |

### Утакмица за треће место
| 17. септембар 2017. 16:00 | Извештај | Шпанија                                                         | 93 : 85 | Русија                      | Синан Ерден Дом, Истанбул Гледаоци: 3.573 Судије: Леандро Лескано, Томас Јасевичијус, Мануел Мацони |  |
| 17. септембар 2017. 16:00 | Извештај | Четвртине: 21:13, 24:15, 21:27, 27:30                           |         |                             | Синан Ерден Дом, Истанбул Гледаоци: 3.573 Судије: Леандро Лескано, Томас Јасевичијус, Мануел Мацони |  |
| 17. септембар 2017. 16:00 | Извештај | Поени: П. Гасол 26 Скокови: П. Гасол 10 Асистенције: Родригез 9 |         | Швед 18 Мозгов 10 Хвостов 9 | Синан Ерден Дом, Истанбул Гледаоци: 3.573 Судије: Леандро Лескано, Томас Јасевичијус, Мануел Мацони |  |

### Финале
| 17. септембар 2017. 20:30 | Извештај | Словенија                                                                  | 93 : 85 | Србија                             | Синан Ерден Дом, Истанбул Гледаоци: 12.095 Судије: Кристијано Марањо, Антонио Конде, Толга Сахин |  |
| 17. септембар 2017. 20:30 | Извештај | Четвртине: 20:22, 36:25, 15:20, 22:18                                      |         |                                    | Синан Ерден Дом, Истанбул Гледаоци: 12.095 Судије: Кристијано Марањо, Антонио Конде, Толга Сахин |  |
| 17. септембар 2017. 20:30 | Извештај | Поени: Драгић 35 Скокови: Драгић, Дончић 7 Асистенције: Драгић, Препелич 3 |         | Богдановић 22 Лучић 8 Богдановић 5 | Синан Ерден Дом, Истанбул Гледаоци: 12.095 Судије: Кристијано Марањо, Антонио Конде, Толга Сахин |  |

## Награде
| 2° место Србија | Победник 40. Европског првенства у кошарци 2017. Словенија 1° титула | 3° место Шпанија |

| Најкориснији играч (МВП) |
| ------------------------ |
| Горан Драгић             |

## Најбоља петорка првенства
- Горан Драгић
- Лука Дончић
- Богдан Богдановић
- Пау Гасол
- Алексеј Швед

## Коначан пласман
| 1. место 2. место 3. место 4. место | Од 5. до 8. места Од 9. до 16. места Од 17. до 24. места |

| Позиција | Репрезентација   |
| -------- | ---------------- |
|          | Словенија        |
|          | Србија           |
|          | Шпанија          |
| 4.       | Русија           |
| 5.       | Летонија         |
| 6.       | Италија          |
| 7.       | Немачка          |
| 8.       | Грчка            |
| 9.       | Литванија        |
| 10.      | Хрватска         |
| 11.      | Финска           |
| 12.      | Француска        |
| 13.      | Црна Гора        |
| 14.      | Турска           |
| 15.      | Мађарска         |
| 16.      | Украјина         |
| 17.      | Грузија          |
| 18.      | Пољска           |
| 19.      | Белгија          |
| 20.      | Израел           |
| 21.      | Чешка            |
| 22.      | Велика Британија |
| 23.      | Румунија         |
| 24.      | Исланд           |